# Гущин, Александр Юрьевич
Алекса́ндр Ю́рьевич Гу́щин (род. 16 мая 1966, Иваново) — советский и российский футболист и тренер. Кандидат в мастера спорта СССР. Генеральный директор ивановского «Текстильщика».

## Карьера

### Клубная
Практически всю свою карьеру (17 лет) провёл в «Текстильщике». Рекордсмен команды по числу сыгранных матчей — 488 игр. В 1986 году выиграл вместе с командой Кубок РСФСР, в 1987 году стал бронзовым призёром чемпионата РСФСР. Долгое время был капитаном «Текстильщика». Вызывался в юношескую сборную РСФСР.

### Тренерская
В сезоне 2005 года завершил карьеру. Но уже в следующем году вновь оказался в списке действующих игроков, так как Гущин, де-факто перешедший на тренерскую работу, не имел лицензии. Клубу пришлось заявлять его как игрока.
Несколько лет занимал должность начальника команды. После поступления в ВШТ в 2009 году стал старшим тренером «Текстильщика». После отставки Владимира Зиновьева стал исполнять обязанности главного тренера. Через месяц был официально утверждён в этой должности.
В декабре 2010 года окончил ВШТ и получил тренерскую лицензию «B». Проходил стажировку в испанской «Осасуне». В 2012 году выиграл с командой бронзовые медали в западной зоне второго дивизиона. Но, несмотря на успех, по окончании сезона Гущин покинул пост главного тренера команды и перешёл на должность ассистента нового наставника клуба Дмитрия Парфёнова. С 2013 по 2014 год входил в тренерский штаб клуба Премьер-лиги «Томь».
29 января 2016 года было официально объявлено о том, что Гущин стал главным тренером костромского «Спартака». Летом 2017 года он вошёл в тренерский штаб петербургского «Зенита-2». С 2018 года — заместитель генерального директора «Текстильщика», курировал работу молодёжной и юношеских команд. После выхода команды в ФНЛ вошёл в её тренерский штаб. 22 марта 2022 года после ухода с поста наставника красно-чёрных Андрея Аксёнова он временно возглавил коллектив.
1 декабря 2023 года клуб официально объявил о назначении Александра Гущина на должность генерального директора «Текстильщика». На этом посту он сменил Игоря Ершова
.